# اندی میچل (بازیکن فوتبال، زاده ۱۹۷۶)
اندی میچل (انگلیسی: Andy Mitchell؛ زادهٔ ۱۲ سپتامبر ۱۹۷۶) بازیکن فوتبال اهل بریتانیا است.
از باشگاه‌هایی که در آن بازی کرده‌است می‌توان به باشگاه فوتبال چسترفیلد، باشگاه فوتبال استون ویلا، و باشگاه فوتبال بوستون یونایتد اشاره کرد.